# Ernest Riedel
Ernest Riedel   (Nova York, 13 de juliol de 1901 - comtat de Miami-Dade, 26 de març de 1983) fou un piragüista estatunidenc que va competir durant les dècades de 1920, 1930 i 1940.
El 1936 va prendre part en els Jocs Olímpics de Berlín, on disputà tres proves del programa de piragüisme. Guanyà la medalla de bronze en la competició del K-1 10.000 metres, fou quart en la del K-1 1.000 metres i, fent parella amb Burr Folks, quedà eliminat en sèries en la del K-2 1.000 metres. El 1948, als Jocs de Londres, fou dotzè en la prova del K-1 10.000 metres del programa de piragüisme.
En el seu palmarès també destaquen 33 campionats nacionals.